# Ninfa (biologia)

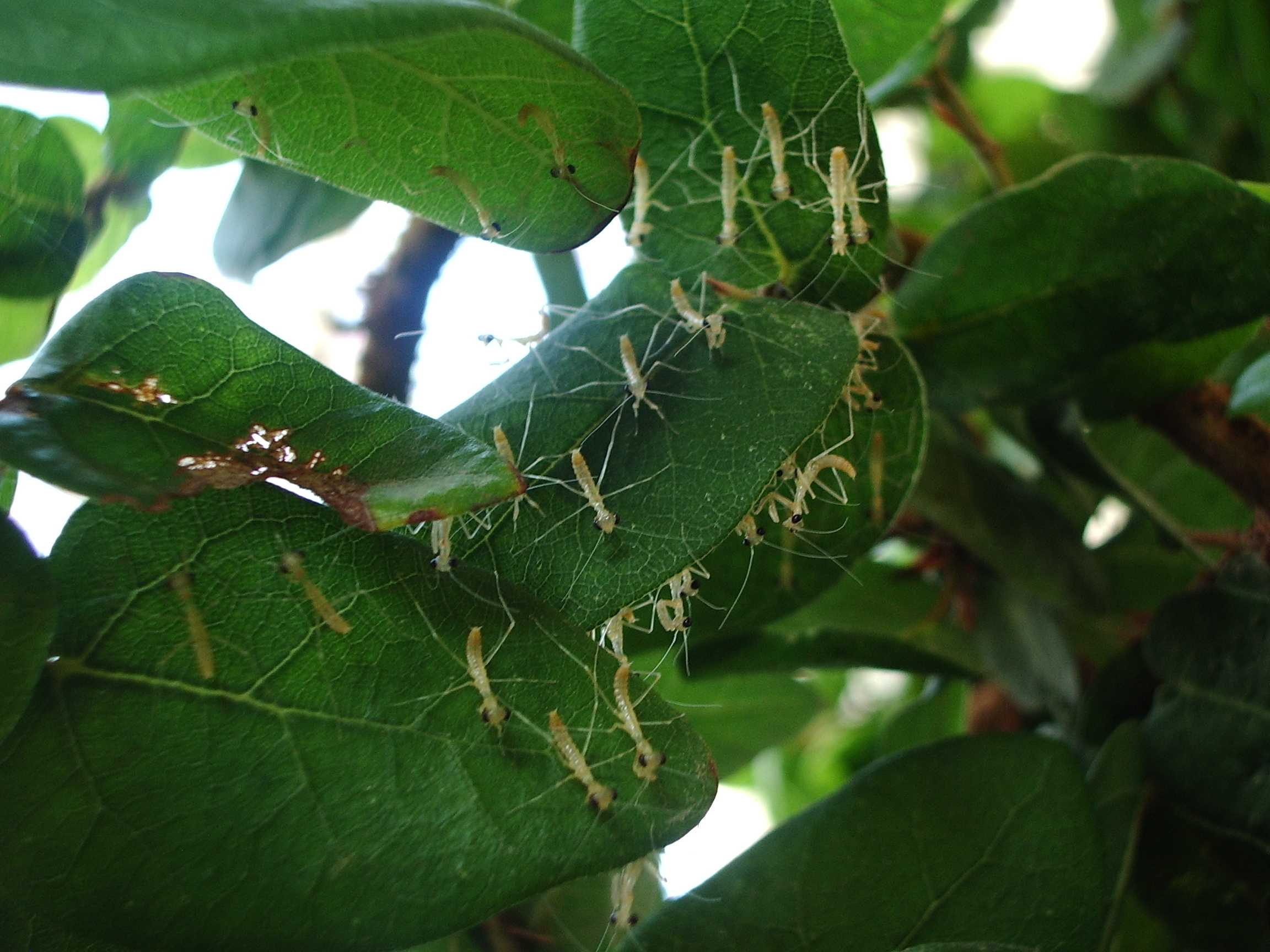
Ninfas de Louva-a-deus, medindo cerca de mm

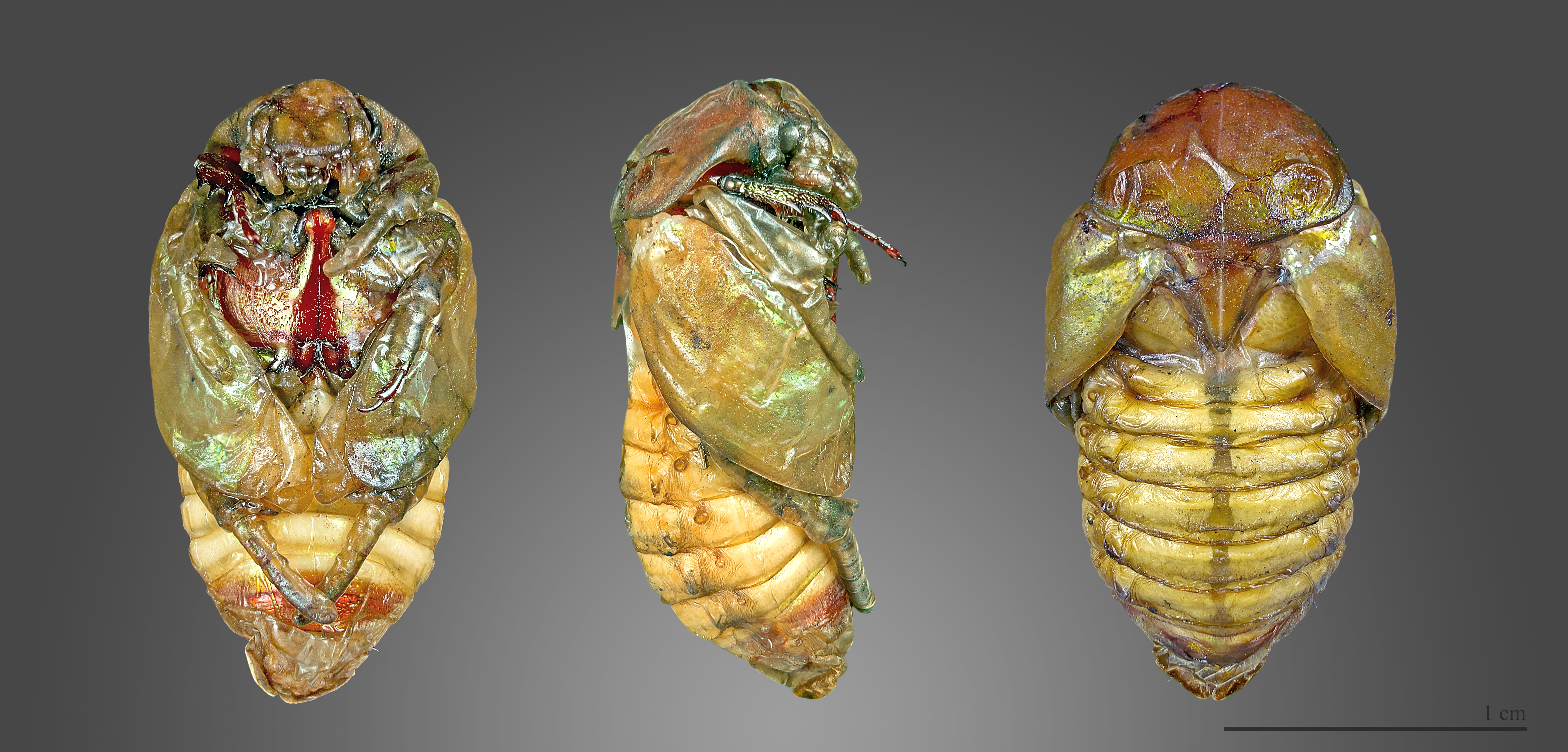
Cetonia aurata. Pupa (em português) ou nymphe (em francês).

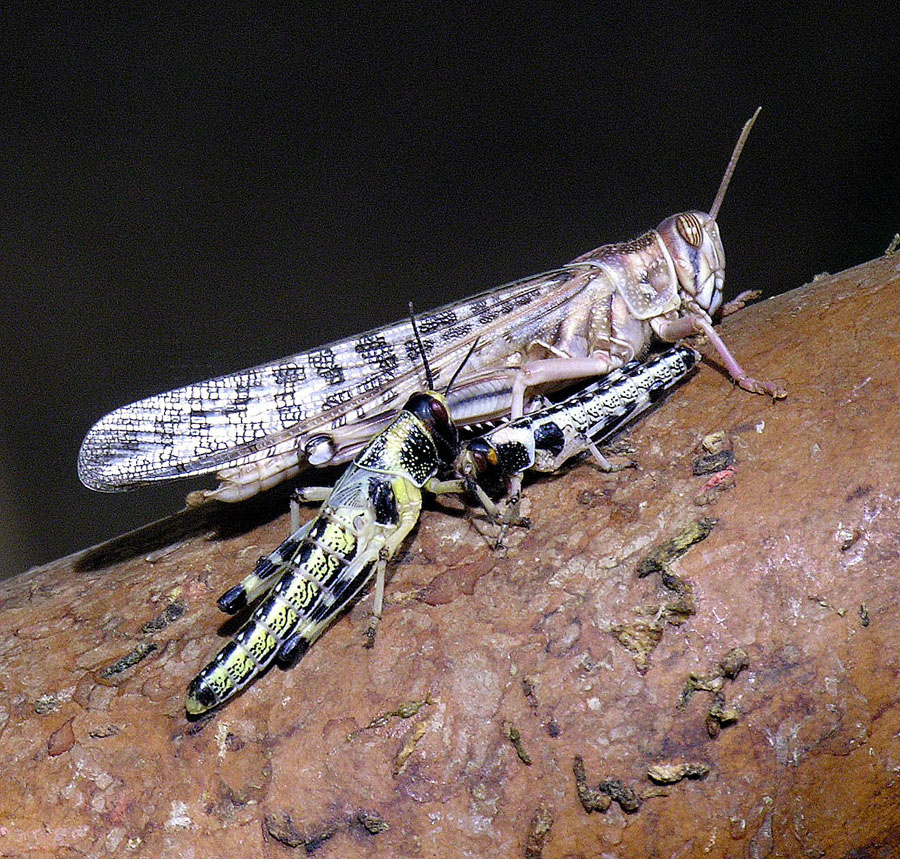
Duas ninfas de Schistocerca gregaria ao lado de um adulto

Em biologia, uma ninfa (do grego antigo νύμφα nūmphē que significa "noiva") é a forma juvenil de alguns invertebrados, particularmente insetos, que passam por metamorfose gradual (hemimetabolismo) antes de atingir seu estágio adulto. Diferentemente de uma larva típica, a forma geral de uma ninfa já se assemelha à do adulto, exceto pela falta de asas (em espécies aladas) e pela emergência dos órgãos genitais. Além disso, enquanto uma ninfa sofre mudas, ela nunca entra em um estágio de pupa. Em vez disso, a muda final resulta em um inseto adulto. As ninfas passam por múltiplos estágios de desenvolvimento chamados ínstars. 

## Táxons com estágios de ninfa

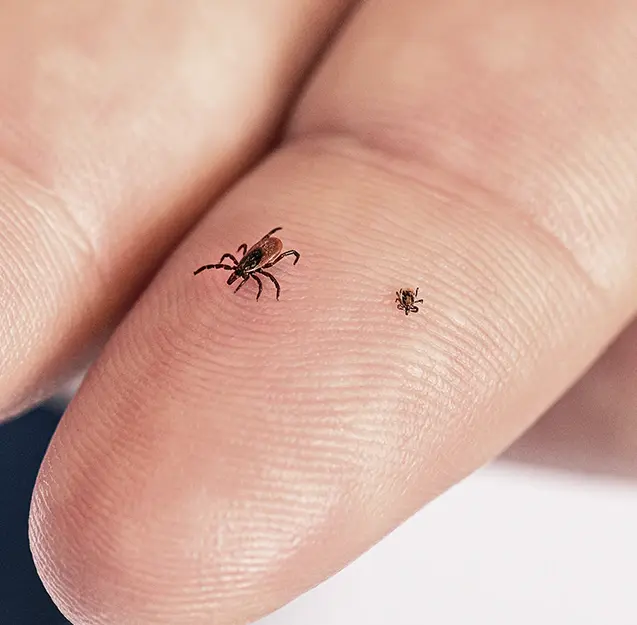
Adulto e ninfa de Ixodes scapularis, esquerda e direita.

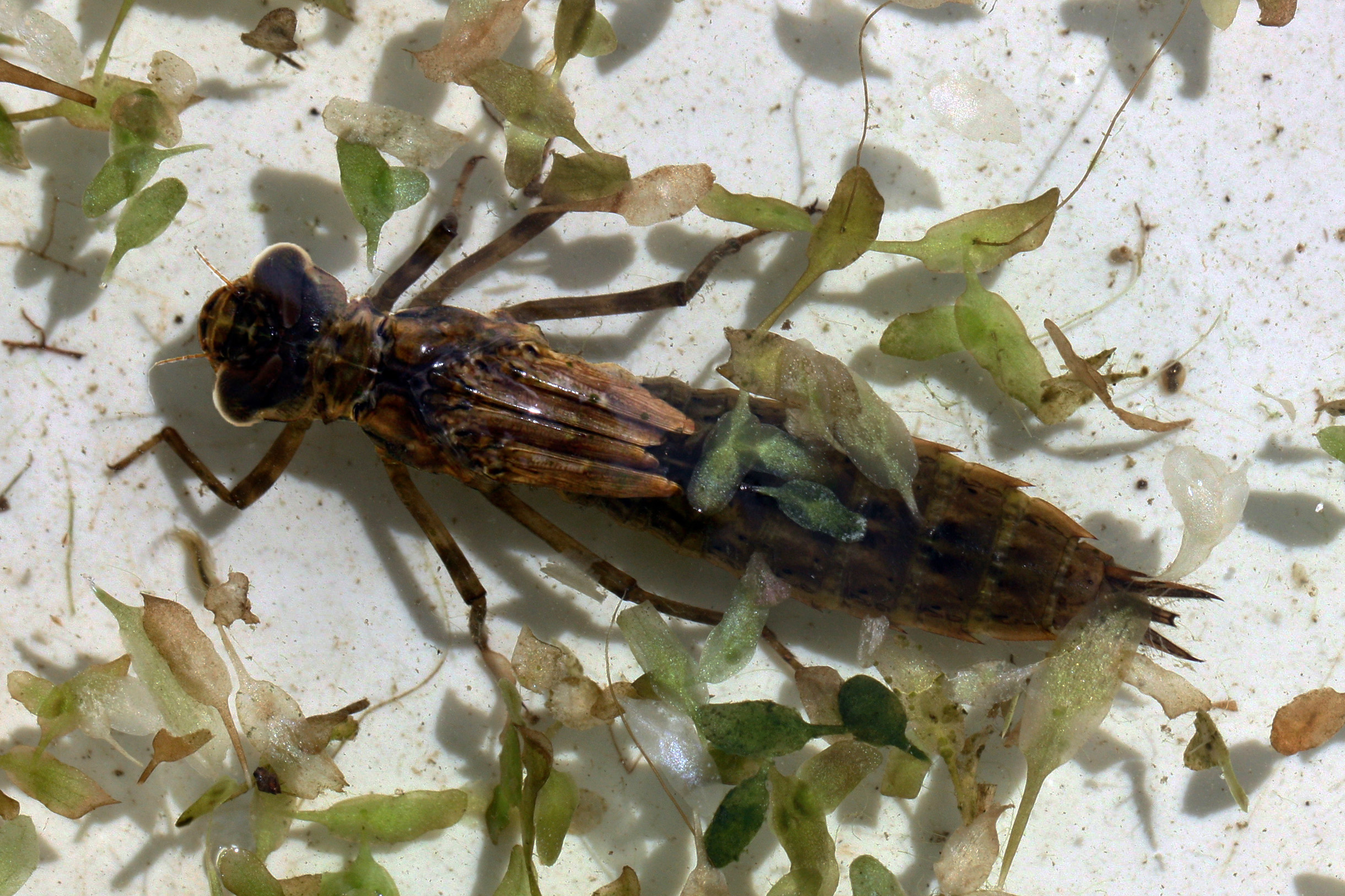
Ninfas de libélula são aquáticas, diferentemente da forma adulta. (na imagem: Aeshna grandis)

Muitas espécies de artrópodes têm estágios de ninfa. Isso inclui as ordens de insetos como Orthoptera (grilos, gafanhotos e gafanhotos migratórios), Hemiptera (cigarras, percevejos, mosca-brancas, pulgões, saltadores, cigarrinhas, membracídeos), efeméridas, cupins, baratas, louva-a-deus, plecópteros e Odonata (libélulas e donzelinhas). Aracnídeos como aranhas, ácaros e carrapatos também têm ninfas.
As ninfas de insetos aquáticos, como nas ordens Odonata, Ephemeroptera e Plecoptera, são também chamadas de náiades, um nome do grego antigo para ninfas mitológicas da água. Alguns entomologistas disseram que os termos larva, ninfa e náiade devem ser usados de acordo com a classificação do modo de desenvolvimento (hemimetábolo, paurometábolo ou holometábolo), mas outros apontaram que não há confusão real. Na literatura mais antiga, estes eram às vezes referidos como os insetos heterometábolos, já que seus estágios adulto e imaturo vivem em ambientes diferentes (terrestre vs. aquático).

## Hipótese do Segundo Ovo
Em 1628, o médico inglês William Harvey publicou Uma Dissertação Anatômica sobre o Movimento do Coração e Sangue nos Animais. Em seus escritos, Harvey formulou a hipótese de que o estágio pupal nos insetos era o resultado de ovos imperfeitos. Enquanto alguns ovos produziam versões menores de insetos totalmente maduros conhecidos como ninfas, outros criavam formas intermediárias. Assim, essas formas intermediárias devem passar por um segundo estágio de ovo para atingir sua forma adulta. Esta hipótese tenta explicar as diferenças de desenvolvimento entre a metamorfose hemimetábola e holometábola. Embora haja poucas evidências apoiando a hipótese de Harvey, ela ainda é significativa para a pesquisa moderna sobre ninfas.

## Relação com os humanos

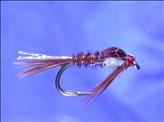
A Ninfa Cauda de Faisão atrai trutas imitando uma larva de inseto aquático marrom.

Na pesca com mosca com moscas artificiais, este estágio de insetos aquáticos é a base para toda uma série de padrões representativos para trutas. Eles representam mais da metade dos padrões de moscas de pesca regularmente usados nos Estados Unidos.